# Ehrenmedaille für die Festigung der brüderlichen Beziehung zwischen der FDJ und dem Leninschen Kommunistischen Jugendverband der Sowjetunion
Die Ehrenmedaille für die Festigung der brüderlichen Beziehung zwischen der FDJ und dem Leninschen Kommunistischen Jugendverband der Sowjetunion war in der Deutschen Demokratischen Republik (DDR) eine nichtstaatliche Auszeichnung der Freien Deutschen Jugend (FDJ). Gestiftet wurde die Ehrenmedaille 1964 in einer Stufe. Ihre Verleihung erfolgte sowohl an Einzelpersonen als auch Kollektive, die sich Verdienste um die Festigung der brüderlichen Beziehung erworben hatten.

## Aussehen und Tragweise
Die Eisenfarbige Medaille mit einem Durchmesser von 30 mm zeigte auf ihrem Avers die zweizeilige Inschrift: дружба / Freundschaft, die von einem Lorbeerkranz umgeben ist. Das Revers der Medaille zeigt dagegen die fünfzeilige Inschrift: FÜR DIE / FESTIGUNG / DER / BRÜDERLICHEN / BEZIEHUNGEN mit einem abschließenden kleinen fünfzackigen Stern. Getragen wurde die Medaille an der linken oberen Brustseite an einer blau emaillierten Spange von ca. 10 mm Höhe und 35 mm Breite. Auf der Spange sind mittig das FDJ-Symbol rechts und links eine Rote Fahne mit dem goldenen Kopf Lenins erkennbar. Sowohl aus der Roten Fahne, als auch aus dem FDJ-Symbol schauen je ein goldener Lorbeerzweig hervor, deren Spitze bis fast an den Rand der Spange heranreicht.